# Zanūghān
Zanūghān (persiska: زنوغان, Zenughān, Zenowghān, Zānāqūn, Zanāgūn) är en ort i Iran.   Den ligger i provinsen Sydkhorasan, i den östra delen av landet, 700 km sydost om huvudstaden Teheran. Zanūghān ligger 956 meter över havet och antalet invånare är 371.
Terrängen runt Zanūghān är platt åt sydost, men åt nordväst är den kuperad.  Trakten runt Zanūghān är nära nog obefolkad, med mindre än två invånare per kvadratkilometer. Zanūghān är det största samhället i trakten. Trakten runt Zanūghān är ofruktbar med lite eller ingen växtlighet.